# Piret Hartman
Piret Hartman, née le 10 août 1981 à Püssi, est une femme d'État estonienne, membre du Parti social-démocrate. 

## Biographie
Entre le 18 juillet 2022 et le 17 avril 2023, Piret Hartman est ministre de la Culture dans le gouvernement Kaja Kallas II,. Elle est ministre des Affaires rurales et régionales dans les gouvernements Kaja Kallas IIIet Michal du 29 avril 2024 jusqu'à sa démission le 11 mars 2025.